# کاردی‌کلا
کاردی‌کلا، روستایی است از توابع بخش بندپی غربی شهرستان بابل در استان مازندران ایران.
تحولات جمعیتی
```
بر اساس سرشماری سال ۱۳۴۵ جمعیت روستای کاردیکلاغربی ۳۸۸ نفر و تعداد خانوار ۷۷ خانوار بوده‌است. در سال ۱۳۵۵ جمعیت روستا با رشد ۶۹/۲ درصدی به ۵۰۶ نفر رسیده است. در سال ۱۳۶۵ جمعیت روستا با رشد ۲۵۸/۲۲ درصدی به ۶۵۳ نفر رسیده است. در سال ۱۳۷۵ جمعیت روستا با رشد ۲۲/۱ درصدی به ۷۳۷ نفر رسیده است. در سال ۸۵ جمعیت روستا با رشد ۱۵/۱- درصدی از ۷۳۷ نفر به ۶۵۶ نفر رسیده است. این تعداد جمعیت در ۱۶۵ خانوار ساکن هستند.
```

تعداد و بعد خانوار
```
روند کنونی اندازه خانوار مطابق با جدول فوق از سال ۱۳۵۵ کاهش داشته‌است و هر روز از دامنهٔ خانوارها کاسته می‌شود. امروزه در روستاها مانند گذشته خانوارهای گسترده وجود ندارد و با تشکیل هر خانواده یک خانوار جدید به وجود می‌آید. در ضمن کاهش رشد طبیعی جمعیت نیز یکی از دلایل کاهش بعد خانوار است. در روستا تا سال ۵۵ یک روند افزایشی در بعد خانوار داشته‌ایم و پس از آن روند نزولی آغاز گردیده و بعد خانوار از ۰۱/۵ در سال ۱۳۷۵ به ۹۷/۳ در سال ۸۵ رسیده است.
```

ساخت جنسی
```
طبق سرشماری نفوس و مسکن در سال ۱۳۸۵، ۳۲۹ نفر مرد و ۳۲۷ نفر زن در روستا زندگی می‌کنند. نسبت جنسی در این سال بالغ بر ۶/۱۰۰ بوده‌است که ترکیب جنسی نامناسبی است.
```

ساخت سنی
طبق آمار خانه بهداشت بیشترین جمعیت در روستای کاردیکلاغربی جمعیت واقع در سن ۶۴–۱۵ سال می‌باشد. جمعیت ۶۵ سال به بالا تنها ۶۸/۷ درصد از جمعیت فعلی روستا را دربردارد که این رقم نمایانگر جوانی جمعیت است.